# Раззаков, Исхак Раззакович
Исхак Раззакович Разза́ков (кирг. Исхак Раззак уулу; 25 октября 1910, с. Коросон, Майтонбоз Ферганская область, Российская империя — 19 марта 1979, Москва, РСФСР, СССР) — советский государственный и партийный деятель, первый секретарь ЦК Компартии Киргизии (1950—1961 годы). Герой Киргизской Республики (2010, посмертно).

## Биография
Родился в селе Коросон близ пастбища Майтонбоза, Баткенская область.
Окончив в 1931 году в Ташкенте Институт просвещения, Раззаков работал преподавателем, затем был направлен в Москву на учёбу в Институт Госплана СССР, который окончил в 1936 году.
С 1936 года находился на государственной и партийной работе:
- 1939—1940 — председатель Госплана при Совете Народных Комиссаров Узбекской ССР.
- 1940—1944 — заместитель председателя Совета Народных Комиссаров Узбекской ССР.
- 1941—1944 — нарком просвещения Узбекской ССР.
- 1944—1945 — секретарь ЦК КП(б) Узбекистана.
- 1945—1950 — председатель Совета Министров Киргизской ССР.
- 1950—1961 — первый секретарь ЦК КП Киргизской ССР. Был освобождён от обязанностей 1-го секретаря ЦК КП Киргизии «за допущенные крупные ошибки и недостатки в руководстве партийной организации республики».
- 1961—1962 — член Государственного экономического совета СССР.
- 1962—1965 — начальник отдела Государственного научно-экономического совета при СМ СССР.
- 1965—1967 — начальник отдела Государственного планового комитета СМ СССР.

С 1967 года находился на пенсии.
Член ВКП(б) с 1940 года. Член ЦК КПСС в 1952—1961 годах. Депутат Верховного Совета СССР 2-5 созывов.
Умер в Москве 19 марта 1979 года и был похоронен на Кунцевском кладбище. В 2000 году перезахоронен на Ала-Арчинском кладбище.

## Критика
По воспоминаниям профессора Я. Л. Рапопорта, в рамках «дела врачей» 

местное партийное руководство в лице секретаря ЦК КПСС Киргизии Раззакова оказывало давление на следственный аппарат, производивший пересмотр дела, поскольку он дал санкцию (а может быть, и указание) на арест профессора, старого члена КПСС, реабилитация которого могла нанести удар по престижу этого провинциального сатрапа. Ввиду этих обстоятельств из Москвы был командирован специальный следователь для проверки обстоятельств и поводов для приговора. Раззаков вскоре был отстранён от политической деятельности.— Рапопорт Я. Л. На рубеже двух эпох. Дело врачей 1953 года

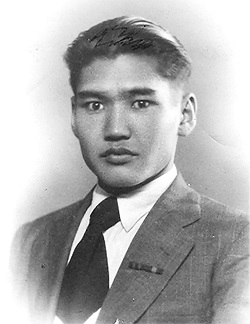
Раззаков в молодости

## Память
- Имя И. Раззакова носит ныне Кыргызский государственный технический университет.
- В декабре 2021 года президент Садыр Жапаров объявил, что принято решение переименовать в честь Раззакова город Исфану[3][4], и в 2022 году город официально получил имя Раззаков[5].
- В 2015 году был снят исторический фильм по заказу правительства Кыргызской Республики, посвященный Исхаку Раззакову. Режиссёром фильма является Алим Токторов[6].

## Награды и звания
- Награждён четырьмя орденами Ленина, орденами Трудового Красного Знамени, Красной Звезды и Отечественной Войны I степени, а также медалями.
- Герой Киргизской Республики (29.12.2010, посмертно).